# Левый берег Рейна
Левый берег Рейна (нем. Linkes Rheinufer, фр. Rive gauche du Rhin) — территория в западной Германии, которая была завоевана Францией в ходе Первой коалиционной войны.
Поскольку попытка создать Цизрейнскую республику провалилась, земли на левом берегу Рейна были реорганизованы в департаменты по французскому образцу. После победы союзников над Наполеоном в 1814 году этими территориями временно управлял центральный административный департамент. В 1816 году часть территории вошла в состав баварского Рейнского округа (Рейн-Пфальц) и гессенской провинции Рейнгессен, районы к северу отошли к Пруссии и первоначально принадлежали двум провинциям Юлих-Клеве-Берг и Великое герцогство Нижний Рейн, из которого в 1822 году возникла Рейнская провинция. Южные районы на левом берегу Рейна, перешедшие к Франции в XVII и XVIII веках, снова перешли под управление Германии только после войны 1870—1871 года в качестве имперской земли Рейхсланд Эльзас-Лотарингия.

## Создание
Поздней осенью 1794 года французские революционные войска заняли левый берег Рейна. В мае 1796 г. область была разделена на два Генеральных управления. Генеральная дирекция в Кобленце отвечала за страны между Маасом и Мозелем, включая трирский электорат на обоих берегах Мозеля, а в Аахене — за страны между Рейном и Маасом Юридическая аннексия территорий была официально подготовлена Леобенским договором (1797 г.) и заключена договорами в Кампо-Формио (1797 г.) и Люневиле (1801 г.).
По Базельскому миру 1795 года весь левый берег Рейна был захвачен Францией. Его население составляло около 1,6 миллиона человек и было разделено на множество мелких государств. В 1806 году все рейнские князья присоединились к Рейнской конфедерации, марионеточному государству Наполеона. Франция взяла под свой прямой контроль Рейнскую область до 1814 года и радикально и навсегда либерализовала свое правительство, общество и экономику. Коалиция врагов Франции предпринимала неоднократные попытки вернуть себе регион, но Франция отразила все её попытки.
В 1798 г. управление районом было реорганизовано по французскому образцу; были сформированы четыре отдела. Правление поручило эту задачу эльзасскому Францу-Иосифу (Франсуа-Жозефу) Рудлеру и назначило его «комиссаром Генерального правительства всех завоеванных стран между Маасом и Рейном, Рейном и Мозелем». Ранее Рудлер был судьей Кассационного суда в Париже. Разделение на четыре департамента просуществовало до конца французской эпохи и частично после:
- Рур (столица — Аахен),
- Рейн-и-Мозель (Кобленц),
- Саар (Трир),
- Монтоннер (Майнц).

Район в Южном Пфальце вошёл в состав департамента Нижний Рейн (Страсбург).

## Реформы
Французы отбросили устаревшие ограничения, существовавшие веками, и ввели беспрецедентный уровень эффективности. Хаос и барьеры в стране, разделенной и разделенной между множеством различных мелких княжеств, уступили место рациональной упрощенной централизованной системе, контролируемой Парижем и управляемой родственниками Наполеона. Наиболее важное влияние оказала отмена всех феодальных привилегий и исторических налогов, введение правовых реформ Кодекса Наполеона и реорганизация судебной и местной административной систем. Экономическая интеграция Рейнской области с Францией увеличила благосостояние, особенно в промышленном производстве, а бизнес ускорился благодаря новой эффективности и снижению торговых барьеров. Евреи были освобождены из гетто. Сопротивление было ограниченным, и большинство немцев приветствовали новый режим, особенно городские элиты, но одним болезненным моментом была враждебность французских официальных лиц к Римско-католической церкви, религии большинства жителей. Судебная организация была приспособлена к административным структурам.
Реформы были постоянны, и десятилетия спустя рабочие и крестьяне Рейнской области все ещё часто обращались к якобинству, чтобы противостоять непопулярным правительственным программам. Интеллигенция требовала сохранения Кодекса Наполеона, действовавшего в течение столетия.

## Политические изменения
В дополнение к централизации управления по французскому образцу были введены и другие новые законы. Это включало отмену всех сословных привилегий, установление эгалитаризма, установление нового судебного порядка и введение кодекса Наполеона. Церковные сословия были секуляризованы. С этим была связана коренная перестройка земельной собственности и хозяйственных отношений. Основными бенефициарами были простые граждане. Менее успешной была область образовательной политики. Вместо реформы университетов французская администрация учредила специализированные средние школы.
Критика исходила из округов, находившихся под влиянием церкви, а также, в наполеоновский период, от бывших немецких якобинцев. Если первые жаловались на секуляризацию, то вторые протестовали против подавления свободы. Недовольство призывом в армию было обычным явлением для всего населения.

## Лингвистическое наследие
Во французский период многие французские диалектные слова вошли в повседневную речь, например Plümo (перина), Filou, Monnie (деньги) и Drottewaar (тротуар). В Кобленце появился термин Schängel, производный от французского христианского имени Жан и (очевидно, уничижительно) относящийся к детям немецких матерей французского происхождения.